# Alan Isler
Alan Isler (12. září 1934, Londýn – 29. března 2010) byl anglický spisovatel.
V roce 1952 emigroval do Spojených států amerických a v období 1967 až 1995 vyučoval anglickou literaturu na Queens College na City University of New York. Jeho první román Hamlet z West End Avenue vyhrál v roce 1994 ocenění National Jewish Book Award. V následujícím roce se kniha zařadila mezi dvanáct nominovaných na Man Bookerovu cenu. V roce 1996 získal literární cenu Jewish Quarterly-Wingate Prize. Poslední léta svého života žil v New Yorku a Sag Harbour.